# Unió Nacional d'Ucraïna
La Unió Nacional d'Ucraïna (ucraïnès Український Національний Союз) és un moviment polític i una organització militar d'ideologia d'Ucraïna popular socialisme, nacionalista i anti-rus fundada el 2009 per Oleh Goltvjansnski.

## Història
La Unió Nacional d'Ucraïna grup que es va fundar el 19 de desembre de 2009 a Khàrkiv, com a reacció de la radicalització del moviment. El seu primer cap fou Oleh Goltvjansnski fins a la seva detenció el 2012. El 15 de juliol de 2012 Vitali Krivosheyev va assumir la presidència del partit.
A les primers eleccions territorials de 30 setembre de 2012 va obtenir el 34% dels vots i cap escó.
d'abril 27 el 2013 a Khàrkiv (Ucraïna Slobodà) Unió del Nacional d'Ucraïna va creatе del Partit Social-Nacional.
El moviment va tenir un paper significatiu en les revoltes de 2014 conegudes com a EuroMaidan desencadenades pel rebuig d'Ianukòvitx a un acord amb la Unió Europea.
Durant la Guerra a l'est d'Ucraïna simpatitzantе de l'organització creat Batalló «Petchersk». Ha participat en la major part dels setge de Luhansk.
A les eleccions al l'Assemblea Lyubotinа de 2015 formà part de la llista Partit «UKROP» un Oleh Goltvjansnski esdevingué diputat.